# Shima (provincia)

Mappa delle province giapponesi con la provincia di Shima evidenziata.

Shima o Shishu, scritta ufficialmente Shima no Kuni (giapponese: 志摩国), fu una provincia del Giappone che consisteva nella penisola della parte sud-orientale dell'attuale prefettura di Mie.
Shima, la più piccola delle province, confinava con Ise.
Shima era una regione molto pescosa, per cui i governatori del Periodo Nara erano tenuti a fare dei doni annuali in pesce all'imperatore.
La città principale della provincia era Toba, anche se durante il Periodo Sengoku Shima spesso venne governata dal daimyō della più estesa provincia di Ise.